# Lutarpyella tibialis
Lutarpyella tibialis är en tvåvingeart som beskrevs av Loïc Matile 1988. Lutarpyella tibialis ingår i släktet Lutarpyella och familjen platthornsmyggor.
Artens utbredningsområde är Nya Kaledonien. Inga underarter finns listade i Catalogue of Life.